# Кастильо, Хуан Камило
Хуан Камило Кастильо Андраде (исп. Juan Camilo Castillo Andrade; род. 3 октября 2002, Тумако, Нариньо) — колумбийский футболист, защитник клуба «Пари Нижний Новгород».

## Клубная карьера
Кастильо — воспитанник клуба «Мильонариос». В 2021 году игрок подписал контракт с дублёрами американского «Нью-Йорк Ред Буллз». 15 мая в матче против «Майами» он дебютировал в USL. Летом 2022 года Хуан был включён в заявку основной команды, но так и не дебютировал. В начале 2023 года Кастильо присоединился к дублирующему составу клуба «Филадельфия Юнион». 2 апреля в матче против дублёров «Интер Майами» он дебютировал в MLS Next Pro. В начале 2024 года Кастильо вернулся на родину, подписав контракт с «Форталеса Сипакира». 21 января в матче против «Депортес Толима» он дебютировал в Кубке Мустанга. 6 ноября в поединке против «Ла Экидад» Хуан забил свой первый гол за Форталеса Сипакира.
В начале 2025 года Кастильо перешёл в российский «Пари Нижний Новгород».